# انتونی ادواردز (قایقران)
انتونی ادواردز (انگلیسی: Anthony Edwards؛ زادهٔ ۲۲ december ۱۹۷۲ (۵۲ سال)) ورزشکار روئینگ اهل استرالیا است.
وی در مسابقات کشوری و بین‌المللی در مجموع برندهٔ ۲ مدال طلا، ۴ مدال نقره، ۳ مدال برنز شده‌است.